# Ampelosicyos major
Ampelosicyos major là một loài thực vật có hoa trong họ Cucurbitaceae. Loài này được Jum. & H.Perrier mô tả khoa học đầu tiên năm 1915.